# ITA Airways
Italia Trasporto Aereo S.p.A., kommersiellt känt som ITA Airways, är ett italienskt statligt flygbolag. Flygbolaget ägs delvis av den italienska staten via finansdepartementet (59%) och Lufthansa (41%). Flygbolaget övertog tillgångarna från det tidigare italienska flygbolaget Alitalia (1946–2021).

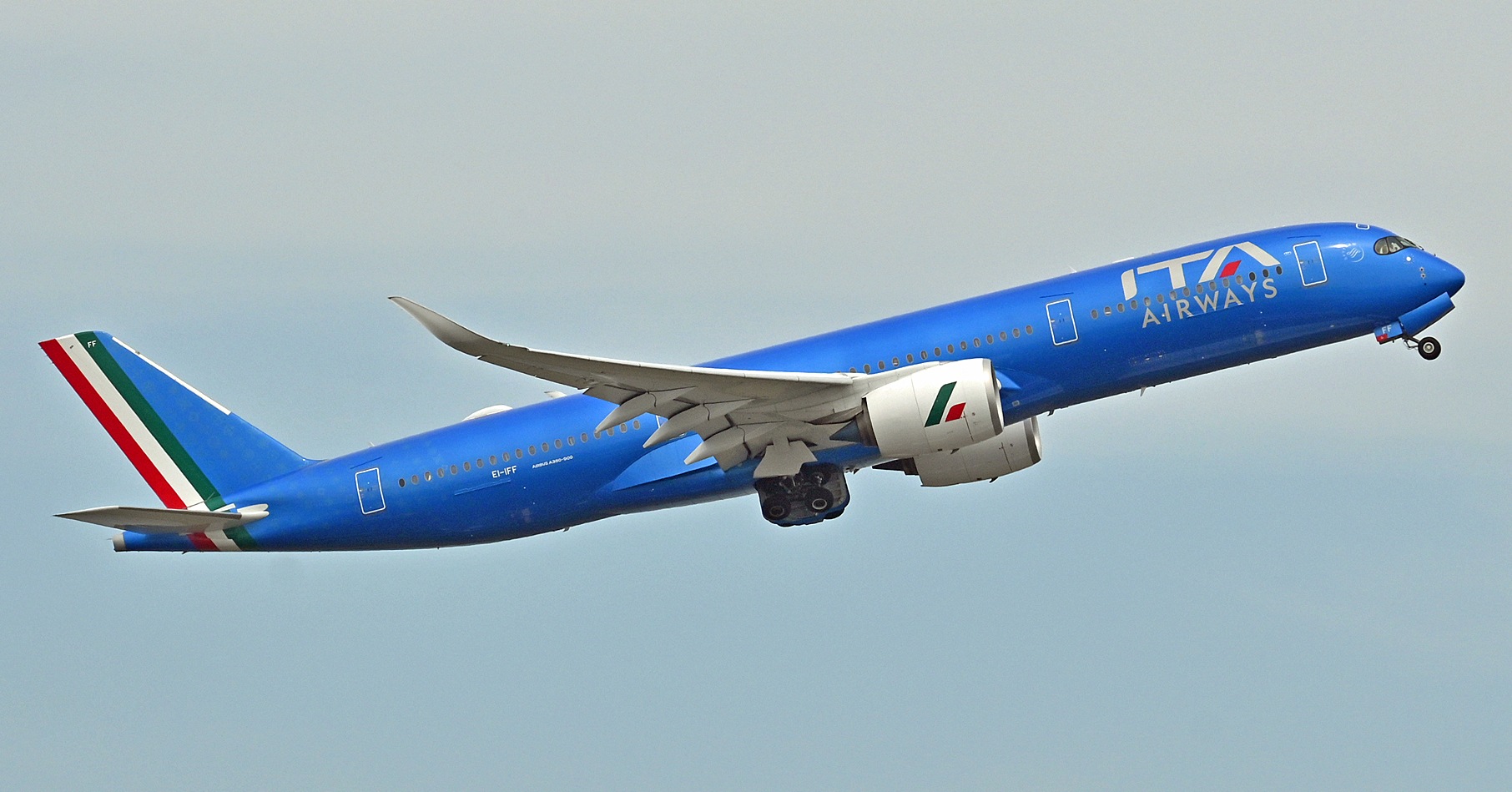
Airbus A350-900 från ITA Airways.

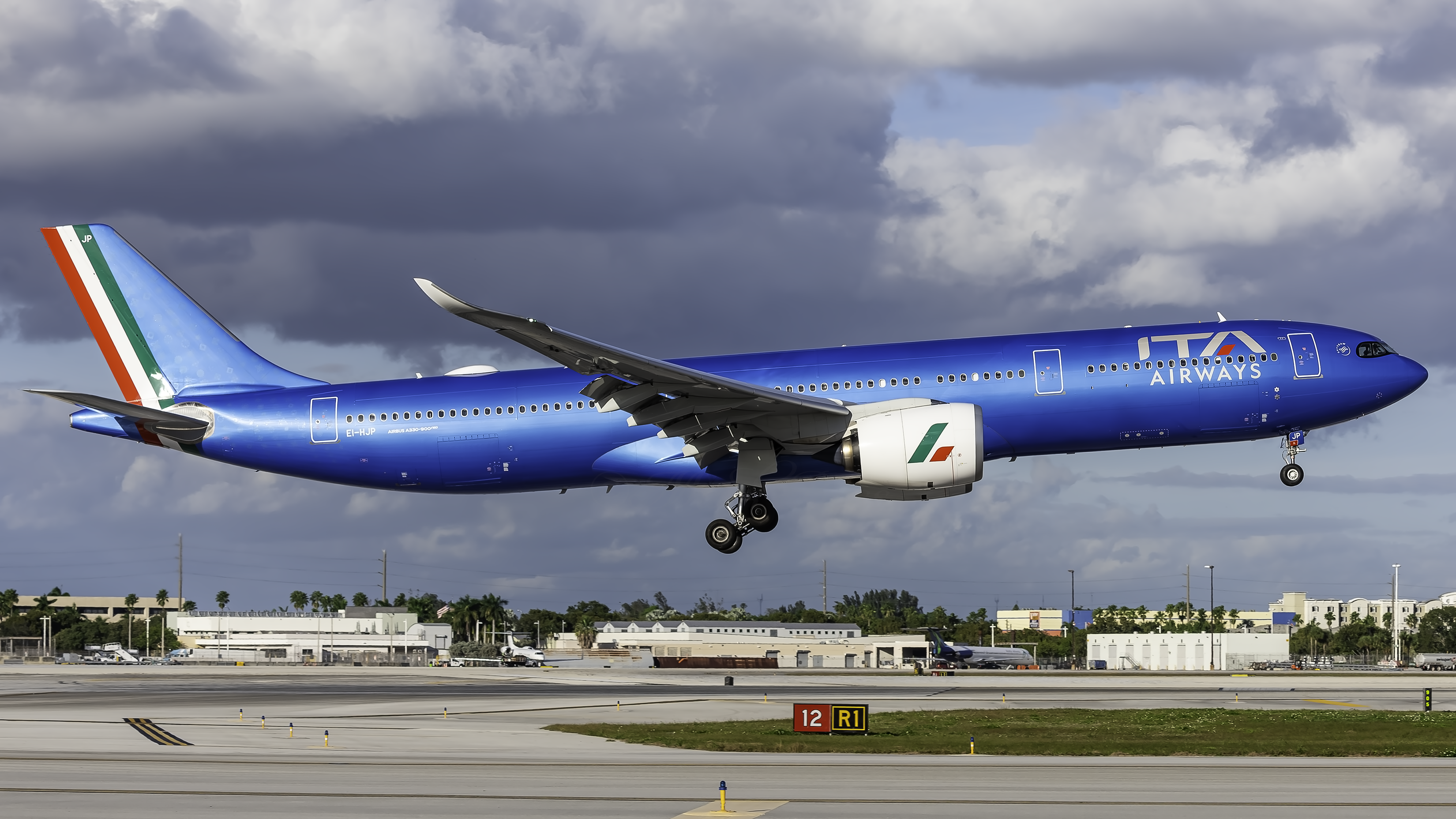
Airbus A330-900 från ITA Airways.

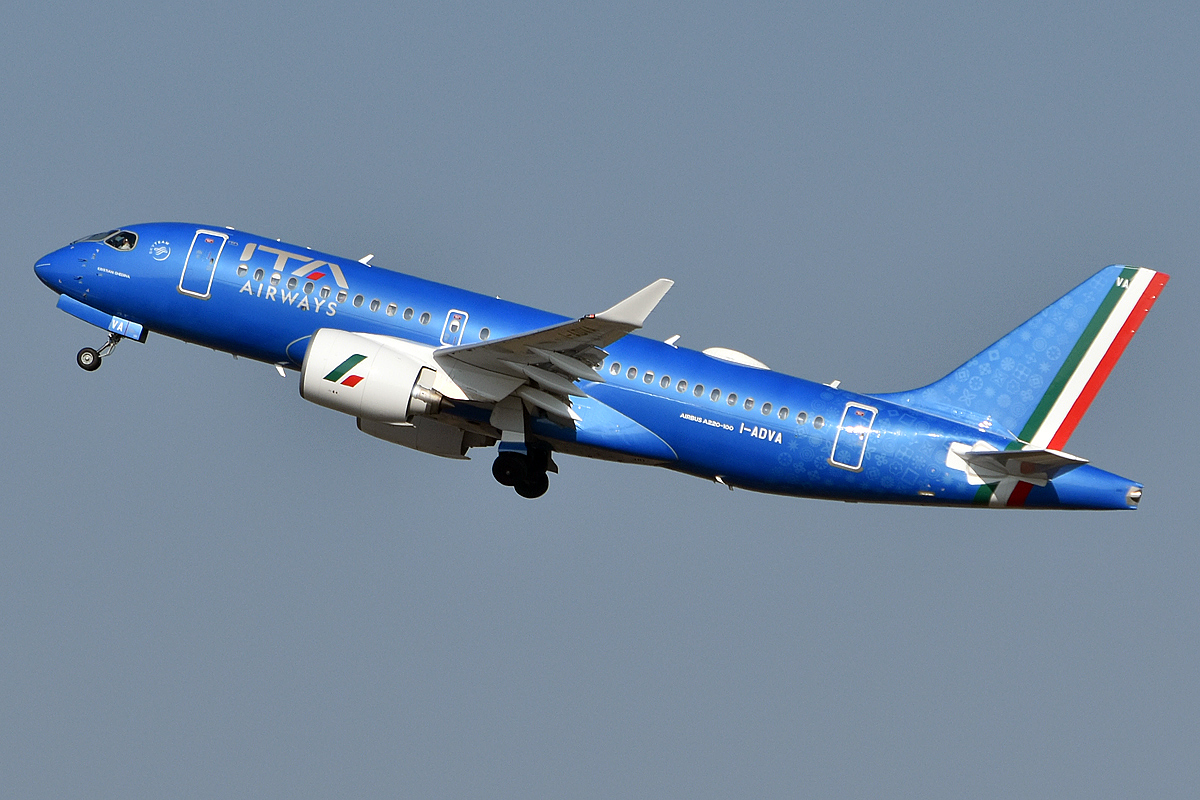
Airbus A220-100 från ITA Airways.

## Historik

### Bildandet
År 1946 bildades Alitalia som kom att bli ett av Italiens flaggskepp och ägdes av den italienska staten fram till 2009, då det privatiserades genom en omorganisation och en sammanslagning med det konkursade italienska flygbolaget Air One. År 2015 omorganiserades Alitalia ytterligare en gång, då Etihad Airways gjorde en investering i flygbolaget, där Air France-KLM Group redan ägde en minoritetsandel.
Med flera misslyckade försök att göra flygbolaget lönsamt, placerades flygbolaget under extraordinär administration 2017 bara några dagar efter att Etihad Airways avslutade sitt stöd av Alitalia. Den 17 maj 2017, efter att regeringen avvisat en nationalisering av flygbolaget, lades det ut för en försäljning.
Efter flera misslyckade förhandlingar med Delta Air Lines, EasyJet, det italienska järnvägsföretaget Ferrovie dello Stato Italiane och China Eastern Airlines, övertog den italienska staten ägandet av flygbolaget. Det italienska övertagandet berodde delvis på tron att flygbolaget på egen hand inte skulle kunna överleva påverkan av COVID-19-pandemin på flygindustrin. Den 10 oktober 2020 undertecknade den italienska regeringen ett dekret om att låta flygbolaget organisera sig som Italia Trasporto Aereo S.p.A.

### 2020-talet
Den 28 oktober 2020 rapporterades att ITA förväntades köpa flera tillgångar från Alitalia, inklusive varumärket och flygkoderna för Alitalia och Alitalia CityLiner, IATA:s biljettkod (055), bonusprogrammet MilleMiglia och flygplats-slottarna vid London Heathrow (68 veckotider på sommaren och 65 på vintern). Transaktionen förväntades kosta 220 miljoner euro.
Den 8 januari 2021 skickade dock Europeiska kommissionen ett brev till Italiens ständiga representant vid Europeiska unionen, där man uppmanade Italien att inleda en öppen, transparent, icke-diskriminerande och ovillkorligt upphandling för att avskaffa Alitalias tillgångar. I brevet stod att ITA inte bör behålla varumärket Alitalia, eftersom varumärket är en symbolisk indikator på kontinuitet. Europeiska kommissionen föreslog att de kombinerade flyg-, markhanterings- och underhållsföretagen skulle säljas separat till en tredje part. Det föreslog också att platserna måste säljas, och bonusprogrammet MilleMiglia i sin helhet kunde inte överföras till det nya företaget.
Den 26 augusti 2021 öppnade ITA officiellt sin biljettförsäljning på sin nylanserade webbplats.
Den 27 augusti 2021 ansökte ITA om undantag och tillstånd för utländskt lufttrafikföretag hos United States Department of Transportation. Ansökan gjordes med avsikterna att under 2021 börja flyga till New York City, Boston och Miami, under 2022 till Los Angeles och Washington, DC och under 2023 till Chicago och San Francisco.
Den 30 september 2021 meddelade ITA att flygbolaget kommer inleda ett strategisk partnerskap med Airbus. Flygbolaget meddelade också ett Memorandum of understanding med Airbus för köp av 10 Airbus-A330neo, 7 Airbus A220 och 11 Airbus A320neo flygplan, totalt 28 nya flygplan; tillsammans med ett avtal med Air Lease Corporation om leasing av ytterligare 31 nya Airbus-flygplan (inkluderarnade av leasing av Airbus A350-900).
Den 25 Maj 2023, Köpte Lufthansa 41% av ITA från den Italienska staten. Europeiska Kommissionen godkände köpet 4 Juli, 2024 Lufthansa har planer att köpa upp resterande aktier av ITA Airways. 
ITA kommer också att lämna SkyTeam och gå med i Star Alliance under 2026 eller 2027.

## Företagsaffärer

### Ägande
Flygbolaget ägs delvis av den italienska staten via finansdepartementet (59%) och Lufthansa (41%). Eftersom ITA ägs av den italienska staten är dess huvudkontor även beläget hos finansdepartementet
Flygbolagets ledarskap är följande:
- Alfredo Altavilla (ordförande)
- Fabio Lazzerini (VD)

## Destinationer
ITA planerar att operera på 45 destinationer (inklusive 21 i Italien) med 61 rutter, för att till 2025 utöka till 74 destinationer och 89 rutter.

## Flotta
Från och med den augusti 2024 kör ITA Airways med följande flygplan: